# シンデレラ・ストーリー (映画)
『シンデレラ・ストーリー』（A Cinderella Story）は、2004年製作のアメリカ合衆国の映画。
童話『シンデレラ』の舞台を現代のアメリカに翻案した、ヒラリー・ダフ主演の学園ラブストーリー。
日本では劇場公開されず、2005年4月22日にDVD・VHSがリリースされた。
2008年には続編となるビデオ映画『シンデレラ・ストーリー2 ドリームダンサー』がアメリカで発売された。

## ストーリー
幼い時に父を亡くした女子高生のサムは、成績はオールAでプリンストン大学への進学を目指しているが、継母フィオナに毎日こき使われ、フィオナの連れ子である義理の姉たちにもいじめられる日々を過ごしている。そんな彼女の心を支えているのは父が遺したダイナーで働く家族同然の仲間とメル友「ノーマッド」とのメールやチャットだけだった。
ある日、ノーマッドからハロウィンの仮装ダンスパーティーで会おうと言われたサムは、ダイナーの「家族」の後押しもあって意を決してパーティーに参加する。そこで彼女はノーマッドが町一番の金持ちの息子で生徒会長、しかもアメフト部のスターで学校一の人気者であるオースティンだと知る。その事実に心ときめくサムだったが、住む世界のあまりの違いに自分の正体を明かせなくなる。一方のオースティンはサムであることに気付かぬまま彼女に恋してしまう。
2人はいいムードになるが、継母からの命令で夜中の12時までに戻らなければならないサムは、急いでその場を後にする。そして追いかけるオースティンはサムが落とした携帯電話を拾う。
翌日からオースティンは学校で「シンデレラ」探しを始めるが、その様子を見たサムは自分に自信が持てないためにますます正体を明かせなくなって行く。ところが、ふとしたことからシンデレラの正体がサムであることを知った義理の姉たちが、アメフト部の壮行会でサムを徹底的にバカにした芝居を披露して正体を公にしてしまう。激しいショックを受けたサムは泣きながらその場から逃げ出す。更に追い討ちをかけるように、プリンストン大学からの合格通知を隠した継母が偽の手紙でサムに不合格だと告げる。
全てに投げやりになったサムだったが、亡き父の言葉を思い出し、継母に家を出て独立すると告げると、オースティンにも自分の思いのたけをぶつける。そんなサムに心を動かされたオースティンは大事な試合の途中に抜け出し、サムに正直な気持ちを告白する。
願いのかなったサムの人生は、これをきっかけに一気に好転する。亡き父の遺言書が見つかり、全財産がサムのものであることが分かったからだ。しかもその遺言書の存在を隠し、全財産をかすめ取っていたフィオナは逮捕。司法取引による社会奉仕として娘たちとともにサムのダイナーで働くことになる。またプリンストン大学の合格通知も見つかり、サムはオースティンと揃ってプリンストン大学に進学した。

## キャスト
| 役名                   | 俳優                       | 日本語吹替 |
| ---------------------- | -------------------------- | ---------- |
| サム・モンゴメリー     | ヒラリー・ダフ             | 小林沙苗   |
| フィオナ               | ジェニファー・クーリッジ   | 愛河里花子 |
| オースティン           | チャド・マイケル・マーレイ | 浪川大輔   |
| カーター               | ダン・バード               | 岡野浩介   |
| ロンダ                 | レジーナ・キング           | 野沢由香里 |
| シェルビー・カミングス | ジュリー・ゴンザロ         | 秋葉好美   |
| アンディ               | ケヴィン・キルナー         | 高宮俊介   |
| 地方検事               | ダリル・シヴァ             | 遊佐浩二   |